# Maria Teresa Pous i Mas
Maria Teresa Pous i Mas, coneguda com a Teresa Pous (Llinars del Vallès, Vallès Oriental, setembre de 1956) és una escriptora catalana.
S'ha format en filosofia i és llicenciada en Filosofia i Lletres – especialitat de Filosofia- per la Universitat de Barcelona. La seva tesina de llicenciatura, dirigida per José Maria Valverde, es basà en l'anàlisi del poema filosòfic Primero sueño de Juana Inés de la Cruz. També és diplomada en Biblioteconomia i Documentació per la Universitat de Barcelona.

## Obra
Novel·la
- La cançó dels deportats. Barcelona: Empúries, 2006. Premi Marian Vayreda de Prosa Narrativa.
- El metge d'Atenes. Palma: Moll, 2011. Premi Ciutat de Palma.

Llibres de converses
- Mossèn Ballarín. Retrat d'una vida. Barcelona: Club Editor, 1993.
- El cant gregorià. L'esperit en la veu: converses amb l'Abat Luis M. Pérez (Silos-Leyre) i amb Bernabé Dalmau i Ribalta, monjo del monestir de Montserrat. Barcelona: Club Editor, 1994.
- Tornar a viure. Experiències de metges i malalts que formen part d'una cadena de solidaritat. Barcelona: Club Editor, 1995.
- Guarir. L'aventura de la salut. Converses amb Moisès Broggi, Manuel Corachán, Màrius Morlans i Joan Obiols]. Barcelona: Proa, 2001.
- Càncer de mama. Testimonis i metges parlen de la malaltia. S'hi narren les experiències de la ballarina Cristina Hoyos, la notària Carme Giménez Domènech i l'escultora Ester Albardané. Les entrevistes mèdiques s'han realitzat a l'equip mèdic del departament d'oncologia de l'Hospital de Sant Pau. Barcelona: Mina, 2005.
- La necessitat de ser útil. Amb Moisès Broggi. Barcelona: Edicions 62, 2012.
- Servir Catalunya. Artur Mas, l'home, el polític, el pensador. Barcelona: Ara Llibres, 2013.
- Lluny del Tibet / Lejos del Tibet. Vida i pensament del lama Thubten Wangchen explicats a Maria Teresa Pous. Barcelona: Viena Edicions i Editorial Kairós, 2018